# سفر دوم اچ‌ام‌اس بیگل
سفر دوم دریایی اچ‌ام‌اس بیگل (انگلیسی: Second voyage of HMS Beagle) که از تاریخ ۲۷ دسامبر ۱۸۳۱ تا ۲ اکتبر ۱۸۳۶ به طول انجامید، دومین سفر دریایی اکتشافی کشتی اچ‌ام‌اس بیگل بود. فرماندهی این سفر پس از خودکشی ناخدای سفر نخست، به رابرت فیتزروی و سپرده شد. طی این سفر تحقیقاتی، به همراه داشتن فردی قادر بر مطالعات زمین‌شناسی در اندیشه فیتزروی مفید بنظر آمد و از همین رو به دنبال جذب یک طبیعیدان به منظور همراهی وی برآمد. چارلز داروین ۲۲ ساله که به تازگی فارغ‌التحصیل شده بود، این فرصت را پذیرفت؛ او امیدوار بود پیش ازینکه کشیش محلی شود بتواند از نواحی استوایی بازدید کند. در طی این سفر، مطالعه کتاب اصول زمین‌شناسی چارلز لایل تأثیرات زیادی روی داروین گذاشت. با پایان یافتن این سفر اکتشافی، داروین خود را در زمره زمین‌شناسان و گردآورندگان فسیل گرداند. او همچنین گزارشی مفصل از سفر، تحت عنوان سفر بیگل، را به چاپ رساند که با این کار شهرت گسترده‌ای در زمینه نویسندگی کسب کرد.
ابتدا به داروین گفته شده بود که مدت سفر دو سال است اما با این حال تقریباً پنج سال به طول انجامید. برای داروین بیشتر این پنج سال به کاوش در خشکی گذشت: در مجموع سه سال و سه ماه در خشکی و ۱۸ ماه مجموع مدت زمان در دریا. در ابتدای سفر، داروین قصد این کرده بود که کتابی پیرامون زمین‌شناسی بنویسد، و در نظریه‌پردازی از خودش استعداد نشان می‌داد. در پونتا آلتا در آرژانتین، کشف مهمی از فسیلی غول‌پیکر از نوعی پستاندار منقرض شده انجام داد که بعدها با نمونه‌هایی اندک شناخته شد. او نمونه‌های گیاهی و جانوری را گردآوری می‌کرد و مشاهدات را با جزئیات ثبت می‌کرد. عقیده او، مبنی براینکه گونه‌های موجود از همان گذشته ثابت و معین بوده و خواهند بود، با اکتشافاتش رو به تضعیف نهاد و زیربنای ایده‌هایی بود که پس از آن در انگلیس به آن‌ها دست یافت و او را در ارائه نظریه‌ای راهنما ساخت که فرگشت طبق انتخاب طبیعی را توضیح می‌داد.